# Nazismo e a Wehrmacht

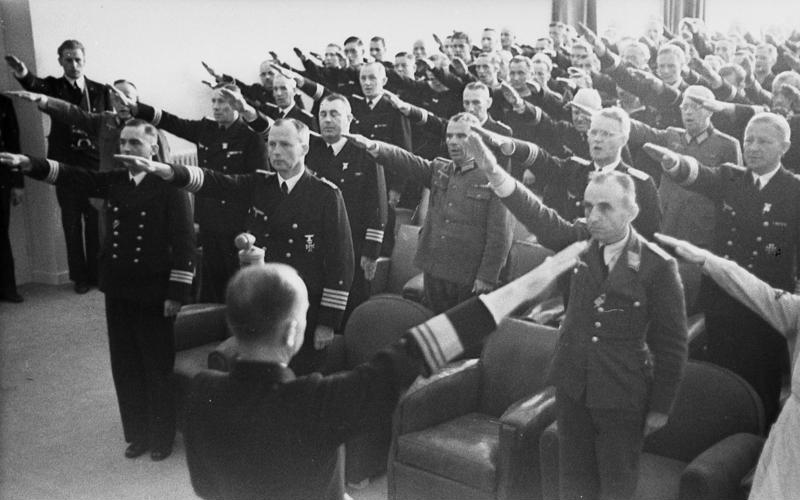
Almirante Karl Dönitz (ao centro, de costas para a câmera) retornando o saudação nazista dos oficiais reunidos da Wehrmacht, na França, 1941

A relação entre a Wehrmacht (de 1935 a 1945, as forças armadas combinadas regulares da Alemanha Nazista) e o Partido Nazista que governou a Alemanha tem sido objeto de um extenso debate historiográfico.
Após a ascensão dos nazistas ao poder, eles buscaram controlar todos os aspectos da sociedade civil e do Estado, inclusive o meio militar. Historicamente, as forças armadas alemãs operavam com uma grande autonomia, a qual foi gradualmente corroída até ficarem sob o controle direto dos nazistas.
Após a guerra, muitos ex–nazistas negaram e minimizaram os extensos crimes de guerra cometidos pela Wehrmacht e sua cumplicidade no Holocausto. Isso é referido como o mito da Wehrmacht limpa.

## Políticas daWehrmacht
As forças armadas alemãs tradicionalmente funcionavam como um "estado dentro de um estado", gozando de ampla autonomia institucional. Assim, o chanceler Otto von Bismarck foi proibido de comparecer às reuniões do Conselho Supremo de Guerra, pois, como se dizia de forma insultuosa, "para que esse civil não revele os segredos do Estado". Durante a Primeira Guerra Mundial, os militares passaram a reclamar que tanto o chanceler Theobald von Bethmann Hollweg quanto o imperador Guilherme II eram grosseiramente incompetentes e que deveriam ceder lugar para permitir que os militares vencessem a guerra.
Em março–abril de 1915, o almirante Alfred von Tirpitz afirmou que a única razão que impedia a Alemanha de vencer a guerra era a má liderança do chanceler e do imperador. Sua solução era um plano em que Bethmann Hollweg seria demitido e o cargo de chanceler abolido; o Kaiser abdicaria "temporariamente"; e o marechal de campo Hindenburg receberia o novo cargo de "Ditador do Reich", concentrando todo o poder político e militar em suas mãos para vencer a guerra. Embora o plano de Tirpitz não tenha sido implementado, o fato de ter sido cogitado demonstrou o grau de insatisfação militar com a liderança vigente e a força do “estado dentro do estado”, visto que Tirpitz não foi punido, mesmo tendo essencialmente sugerido a deposição do Kaiser. Em agosto de 1916, a Alemanha tornou-se uma ditadura militar de facto sob o duumvirato do marechal de campo Hindenburg e do general Ludendorff, que governaram até 1918. Durante o governo da “ditadura silenciosa” de Hindenburg e Ludendorff, o governo alemão defendia um conjunto de objetivos de guerra imperialistas, exigindo a anexação da maior parte da Europa e da África, os quais, de muitas maneiras, anteciparam os objetivos da Segunda Guerra Mundial.

### Consequências da Primeira Guerra Mundial
Em outubro de 1918, para evitar a responsabilidade pela derrota na Primeira Guerra Mundial, os militares transferiram o poder aos civis e transformaram a Alemanha numa democracia, em grande parte porque os Aliados deixaram claro que jamais assinariam um armistício com o duumvirato Hindenburg–Ludendorff. Após a Revolução de Novembro de 1918, houve demandas pela dissolução dos militares que levaram à derrota, mas em 23 de dezembro de 1918 o governo provisório, sob Friedrich Ebert, foi atacado pela "Divisão da Marinha do Povo" de extrema esquerda. Ebert convocou o general Wilhelm Gröner para ajuda, resultando no chamado pacto Ebert-Groener, pelo qual, em troca de salvar o governo, os militares puderam manter seu status tradicional e informal de "estado dentro do estado". Para cumprir sua parte no acordo, Gröner criou uma nova força de voluntários, os Freikorps, para proteger o governo. Em troca de esmagar a Liga Comunista Liga Spartacus no início de janeiro de 1919, com suas novas unidades dos Freikorps, o governo encerrou todas as tentativas de democratizar os militares naquele mesmo mês. Segundo as leis da República de Weimar, nenhum soldado da Reichswehr poderia ser membro de um partido político ou votar em uma eleição.

### República de Weimar
Na década de 1920, os militares não aceitavam a República de Weimar como legítima, e a Reichswehr, sob a liderança de Hans von Seeckt, tornou-se — ainda mais do que sob a monarquia — um "estado dentro do estado" que operava em grande parte fora do controle dos políticos. Durante o Kapp Putsch de março de 1920, Seeckt desobedeceu ordens do ministro da Defesa Gustav Noske, do chanceler Gustav Bauer e do presidente do Reich, Friedrich Ebert, para reprimir o golpe, afirmando: "Não há questão de enviar a Reichswehr para combater essas pessoas". As ações de Seeckt foram completamente ilegais, pois, de acordo com a constituição de Weimar, o presidente era o comandante supremo e, além disso, Seeckt violou o Reichswehreid, que obrigava os militares a defender a república. Seeckt ordenou que os militares ignorassem as ordens de Ebert de defender a república, adotando uma postura de aparente neutralidade, o que, na prática, significava posicionar-se ao lado do golpe de Kapp, privando o governo dos meios para se defender. Apenas os poucos oficiais e soldados que tentaram defender a república foram dispensados, enquanto os oficiais liderados por Seeckt que nada fizeram foram mantidos em seus cargos. Os mesmos oficiais que violaram o Reichswehreid durante o golpe de Kapp, desobedecendo às ordens de Ebert, depois afirmaram que o juramento de Hitler os impedia de resistir ao regime nazista.
Desde o início, Seeckt deixou claro que esperava ver outra guerra mundial, baseada na postura política francesa em relação à falha da Alemanha em cumprir os pagamentos do Tratado de Versalhes. Seu famoso "Memorando sobre a Questão Russa" de 11 de setembro de 1922, argumentando os benefícios de uma aliança com a Inglaterra ou a Rússia, observou que: "Devemos ser bastante claros quanto à atitude da França. Ela está seguindo uma política de aniquilação pura e simples, que ela deve seguir em busca dos princípios inabaláveis de sua política. A esperança de que as decisões econômicas possam desviar a política francesa para outro curso pode ser totalmente descartada, além do fato de que é duvidoso que, em qualquer caso, o fortalecimento econômico da Alemanha seja do interesse dos círculos industriais dominantes da França. O contrário parece ser o caso, e os interesses econômicos franceses têm o mesmo objetivo que os puramente políticos, isto é, a aniquilação da Alemanha. Este objetivo não é afetado pela consideração de que o devedor, já insolvente, se tornará ainda menos capaz de pagar. A França não espera mais pagamento e, de fato, não o quer, pois isso atrapalharia seus planos políticos. Toda a política de reconciliação e apaziguamento em relação à França ... é desesperador na medida em que visa o sucesso político. A questão da orientação para o Ocidente, no que diz respeito à França, está descartada. A política francesa não é totalmente indiferente quanto a se aliamos ou não à Rússia, pois em ambos os casos a destruição completa da Alemanha, ainda não totalmente realizada, continua sendo seu objetivo, e esse objetivo seria mais difícil de alcançar se a Alemanha fosse apoiada pela Rússia.
O memorando de Seeckt continua citando a inaceitabilidade da criação da Polônia pelo Tratado de Versalhes como outra razão para a guerra que se aproxima: "Com a Polônia [sic] chegamos agora ao cerne do problema oriental. A existência da Polônia é intolerável e incompatível com os interesses vitais da Alemanha. Ela tem de desaparecer e fá-lo-á através da sua própria fraqueza interior e através da Rússia - com a nossa ajuda. A Polônia é mais intolerável para a Rússia do que para nós; A Rússia nunca pode tolerar a Polônia. Com [sic] a Polônia entra em colapso um dos pilares mais fortes da Paz de Versalhes, o posto avançado de poder da França. A consecução desse objetivo deve ser um dos princípios orientadores mais firmes da política alemã, pois é capaz de ser alcançada – mas apenas por meio da Rússia ou com sua ajuda. A Polônia nunca pode oferecer à Alemanha qualquer vantagem, seja economicamente, porque ela é incapaz de se desenvolver, ou politicamente, porque ela é um estado vassalo da França. A restauração da fronteira entre a Rússia e a Alemanha é uma condição necessária antes que ambos os lados possam se tornar fortes. A fronteira de 1914 entre a Rússia e a Alemanha deve ser a base de qualquer entendimento entre os dois países.
O memorando continua defendendo a necessidade da guerra: "O homem que ainda vive nos dias de Versalhes e sustenta que a Alemanha abjurou permanentemente todos os 'objetivos imperialistas e militares', isto é, despojada de seu jargão demagógico, de toda política de ação, não está apto a representar os interesses alemães na Rússia, nem talvez em qualquer outro lugar... A Alemanha hoje certamente não está em posição de resistir à França. Nossa política deve ser preparar os meios de fazê-lo no futuro.... A nação alemã, com sua maioria socialista, seria avessa a uma política de ação, que tem que contar com a possibilidade de guerra. Deve-se admitir que o espírito em torno da Delegação de Paz em Versalhes ainda não desapareceu, e que o grito estúpido de "Chega de guerra! ' é amplamente ecoado. É ecoado por muitos elementos burgueses-pacifistas, mas entre os trabalhadores e também entre os membros do Partido Social-Democrata oficial há muitos que não estão preparados para comer das mãos da França e da Polônia. É verdade que existe uma necessidade generalizada e compreensível de paz entre o povo alemão. As cabeças mais claras, ao considerar os prós e os contras da guerra, serão as dos militares, mas seguir uma política significa assumir a liderança. Apesar de tudo, o povo alemão seguirá o líder na luta por sua existência. Nossa tarefa é nos prepararmos para essa luta, pois não seremos poupados dela. Se se trata de guerra - e isso parece já estar a uma distância mensurável - não será dever de nossos principais estadistas manter a Alemanha fora da guerra - isso seria impossível ou suicida - mas entrar do lado certo com toda a força possível." Após seu encontro com Adolf Hitler em 11 de março de 1923, Seeckt escreveu: "Éramos um em nosso objetivo; só que nossos caminhos eram diferentes".
Em 1927, o estúdio de cinema Phoebus faliu. Posteriormente, os procedimentos de falência constataram que o estúdio era uma empresa fachada criada pela Reichsmarine para obtenção de nitrato e que a marinha havia despejado milhões de Reichsmark para subsidiar o estúdio financeiramente abalado nos anos anteriores. Essas revelações forçaram o ministro da Defesa, Otto Gessler, a renunciar em desgraça em janeiro de 1928. Os militares aproveitaram a abertura criada pela renúncia de Gessler para convencer o presidente Paul von Hindenburg a impor o general Wilhelm Gröner como novo ministro da Defesa. Gessler foi o último ministro da Defesa civil da República de Weimar, e até a abolição do Ministério da Guerra por Hitler em 1938, todo ministro da Defesa/Guerra era um general em atividade. A prática de ter generais em serviço alternando o comando da Bendlerstrasse (rua em Berlim onde ficava o Ministério da Defesa/Guerra) enfraqueceu ainda mais o já tênue controle civil sobre os militares e também contribuiu para a politização das forças armadas, já que, por meio de seus representantes no Gabinete, os militares passaram a se envolver em questões alheias aos assuntos militares (embora o fato de o Gabinete ter praticamente deixado de se reunir após 1934 tenha enfraquecido esse meio de exercício do poder).

Refletindo essa posição de "estado dentro do estado", a Reichswehr criou em 1928 o Ministeramt (Escritório dos Assuntos Ministeriais) sob o comando do general Kurt von Schleicher para fazer lobbying junto aos políticos, ostensivamente visando a melhoria dos orçamentos militares, mas, na realidade, servindo como veículo para a interferência militar na política. O historiador alemão Eberhard Kolb escreveu que:
"...a partir de meados da década de 1920, os líderes do Exército desenvolveram e propagaram novas concepções sociais de caráter militarista, tendendo à fusão dos setores militar e civil e, por fim, a um Estado militar totalitário (Wehrstaat)."
Em 1926, Seeckt foi deposto pela chamada facção "moderna" dentro da Reichswehr, composta por oficiais mais tecnocráticos que viam Seeckt como demasiado conservador, pois ele estava menos disposto a aceitar a reorganização radical da sociedade alemã que a facção "moderna" desejava. O que os militares alemães mais desejavam era a Wiederwehrhaftmachung da Alemanha, ou seja, a total militarização da sociedade alemã para lutar uma total war e, assim, garantir que a Alemanha não perdesse a próxima guerra. Dessa forma, tanto os nazistas quanto o Exército alemão desejavam que a Alemanha fosse reformulada em uma Volksgemeinschaft totalmente militarizada, que seria implacavelmente purgada daqueles considerados inimigos internos, como os Judeus, que se acreditava terem "apunhalado" a Alemanha pelas costas em 1918.
Muitos oficiais, no início da década de 1930, começaram a manifestar admiração pelo nazismo, que viam como o melhor meio para criar o tão desejado Wehrstaat (literalmente, Estado de Defesa, mas na prática um estado militar semelhante ao da antiga Esparta). Um sinal importante dessa simpatia ocorreu em setembro–outubro de 1930, com o julgamento em Leipzig de três oficiais subalternos, o tenente  de, Hans Friedrich Wendt e Hans Ludin. Os três foram acusados de filiação ao Partido Nazista; na época, a participação em partidos políticos era proibida para os membros da Reichswehr. Eles admitiram abertamente sua filiação ao Nazi Party e argumentaram que essa filiação não deveria ser proibida para o pessoal da Reichswehr. Quando foram flagrados em flagrante distribuindo material nazista em sua base, seu comandante, o general Ludwig Beck (do 5º Regimento de Artillery sediado em Ulm), ficou furioso com a prisão e defendeu que, uma vez que o Nazi Party era uma força positiva na vida alemã, o pessoal da Reichswehr deveria ter permissão para se filiar ao partido. No julgamento de Leipzig de Ludin e Scheringer, Beck e outros oficiais testemunharam sobre o bom caráter dos acusados, descreveram o Nazi Party como uma força positiva na vida alemã e afirmaram que a proibição de filiação do pessoal da Reichswehr ao partido deveria ser revogada. O julgamento em Leipzig causou grande repercussão na mídia, e o próprio Hitler testemunhou, afirmando que os valores nazistas e os da Reichswehr eram praticamente os mesmos. Após o julgamento, muitos oficiais da Reichswehr passaram a favorecer o NSDAP.
Por volta de 1931, as reservas de reservistas experientes da Alemanha estavam se esgotando, pois a Parte V do Tratado de Versalhes proibira a recrutamento e os reservistas existentes estavam envelhecendo. O general Kurt von Schleicher temia que, caso a conscrição não fosse restabelecida em breve, o poder militar alemão seria destruído para sempre. Assim, Schleicher e o restante da liderança da Reichswehr estavam determinados a pôr fim ao Tratado de Versalhes e, nesse ínterim, viam a SA e outros grupos paramilitares de direita como o melhor substituto para a conscrição. Schleicher e outros generais da Reichswehr iniciaram contatos secretos com a liderança da SA a partir de 1931. Assim como o restante da liderança da Reichswehr, Schleicher via a democracia como um grande obstáculo ao poder militar e acreditava firmemente que somente uma ditadura poderia tornar a Alemanha uma grande potência militar novamente. Dessa forma, Schleicher trabalhou para substituir a democracia por uma ditadura liderada por ele mesmo. Assim, ele desempenhou um papel fundamental na queda da República de Weimar e, inadvertidamente, ajudou a instaurar a Alemanha nazista.

## Ascensão dos nazistas ao poder
Os militares desempenharam um papel importante em janeiro de 1933 ao convencer o presidente Paul von Hindenburg a demitir Schleicher e nomear Hitler como chanceler. Isso ocorreu porque, em janeiro de 1933, ficou claro que o governo de Schleicher só poderia se manter no poder proclamando a lei marcial e enviando a Reichswehr para reprimir a oposição popular. Ao fazer isso, os militares teriam que matar centenas, senão milhares, de civis alemães; um regime estabelecido dessa maneira jamais conseguiria construir o consenso nacional necessário para a criação do Wehrstaat. Os militares concluíram que somente Hitler seria capaz de criar pacificamente o consenso nacional que permitiria a formação do Wehrstaat, e assim pressionaram Hindenburg para nomeá-lo chanceler.
Apesar de sua simpatia e aprovação pelo regime nazista, a liderança militar, nos primeiros anos do governo nazista, estava determinada a defender sua posição como "estado dentro do estado" contra qualquer rival. Em janeiro de 1934, quando o comandante do exército, Kurt von Hammerstein, renunciou, a escolha de Hitler para suceder Hammerstein, o general Walter von Reichenau, foi vetada pelo corpo de oficiais do exército com o apoio do presidente von Hindenburg, sob a alegação de que Reichenau era radical demais; assim, Werner von Fritsch foi escolhido como um compromisso.
Um confronto mais sério envolveu os militares e a SA. Por volta de 1934, os generais temiam o desejo de Ernst Röhm de que a SA, uma força com mais de 3 milhões de homens, absorvesse o muito menor exército alemão sob sua liderança. Além disso, relatos sobre um vasto estoque de armas nas mãos dos membros da SA causavam grande preocupação aos comandantes militares. A situação atingiu seu ápice em junho de 1934, quando o presidente von Hindenburg, que contava com a lealdade absoluta da Reichswehr, informou a Hitler que, se ele não contivesse a SA, Hindenburg dissolveria o governo e decretaria a lei marcial. A liderança da Reichswehr também pressionou Hitler a agir contra a SA, ameaçando bloquear seus planos de fundir os cargos de chanceler e de presidente após a esperada morte do gravemente doente Hindenburg. O resultado foi a Noite das Facas Longas, que teve início em 30 de junho de 1934 e resultou na execução da maioria dos líderes da SA, para regozijo velado dos militares.
O historiador britânico A.J. Nicholls afirmou que o estereótipo popular das forças armadas alemãs nas décadas de 1920–1930 como sendo compostas por antigos reacionários Junkers é incorreto, pois um número desproporcional de oficiais apresentava uma tendência tecnocrática, olhando com confiança para um futuro novo, high-tech e revolucionário, dominado por homens como eles.  Quanto mais tecnocrático o oficial, maior a probabilidade de ele ser nazista. O historiador israelense Omer Bartov escreveu que a maioria dos oficiais eram nazistas "porque acreditavam que, se não fosse por [Hitler], eles jamais teriam conseguido realizar seus sonhos de uma guerra total, altamente moderna e expansionista".

### Alinhamento crescente com o nazismo
Como parte do esforço para preservar o "estado dentro do estado", a partir de meados da década de 1930 os militares passaram a se nazificar cada vez mais, tentando convencer Hitler de que não era necessário abolir o status tradicional de "estado dentro do estado" para evitar a imposição da Gleichschaltung (sincronização) por meio de um processo que Omer Bartov chamou de "auto-Gleichschaltung". Como parte desse processo, o ministro da Defesa Werner von Blomberg, em fevereiro de 1934 e por iniciativa própria, ordenou que todos os judeus servindo na Reichswehr fossem dispensados de forma automática e imediata por desonra. Dessas medidas resultaram na perda de emprego de 74 soldados judeus, unicamente por serem judeus. Novamente, por iniciativa própria, Blomberg fez com que a Reichswehr, em maio de 1934, incorporasse símbolos nazistas aos seus uniformes. Em agosto de 1934, também por iniciativa de Blomberg e do chefe do Ministeramt, o general Walther von Reichenau, todo o aparato militar prestou o juramento de lealdade pessoal a Hitler, surpreendendo-o, pois a visão popular de que o juramento fora imposto por Hitler é equivocada. A intenção de Blomberg e Reichenau ao fazer com que os militares prestassem juramento a Hitler era criar um vínculo especial pessoal entre o líder e as forças armadas, aproximando-o mais dos militares e afastando-o do NSDAP. O historiador americano Gerhard Weinberg comentou sobre esse juramento:
A afirmação de que a maioria se sentia vinculada por seu juramento de lealdade a Hitler deve ser vista no contexto de juramentos anteriores e juramentos subsequentes feitos e quebrados pelos mesmos indivíduos, especialmente nos escalões mais altos. Eles juraram defender a constituição de Weimar, e muitos juraram defender suas leis - que incluíam o Tratado de Versalhes. Era considerado desejável, até mesmo honroso, quebrar esse juramento o mais rápido possível, e qualquer um que quisesse mantê-lo era desprezado. Após a Segunda Guerra Mundial, um número substancial de líderes militares foi chamado a testemunhar sob juramento. Qualquer um que tenha estudado seu testemunho juramentado cuidadosamente terá notado que muitos fizeram esse juramento com muita leviandade. Se de todos os juramentos que generais e marechais de campo fizeram, apenas o de Hitler é citado com tanta frequência, isso pode revelar mais sobre sua atitude em relação a Hitler do que em relação aos juramento.
O efeito não intencional dessas medidas para defender o "estado dentro do estado" por meio da auto-Gleichschaltung foi, em última instância, o enfraquecimento desse status. Ao mesmo tempo, uma nova geração de oficiais tecnocráticos emergia, menos preocupada em manter o "estado dentro do estado" e mais disposta a integrar-se ao Wehrstaat nazista. Bartov descreveu esses novos oficiais e suas visões sobre o regime nazista:
A gratificação combinada de ambições pessoais, obsessões tecnológicas e aspirações nacionalistas aumentou muito sua identificação com o regime de Hitler como indivíduos, profissionais, representantes de uma casta e líderes de um vasto exército de recrutas. Homens como Beck e Guderian, Manstein e Rommel, Doenitz e Kesselring, Milch e Udet não podem ser descritos como meros soldados estritamente dedicados à sua profissão, rearmamento e autonomia do establishment militar, permanecendo indiferentes e separados do domínio e da ideologia nazistas. Os muitos pontos de contato entre Hitler e seus jovens generais foram, portanto, elementos importantes na integração da Wehrmacht ao estado nazista, em total contradição com sua imagem de "refúgio" do nazismo.
Por conta dessas concepções de que a Alemanha seria transformada num Wehrstaat totalitário, a liderança militar acolheu e abraçou o regime nazista. O historiador alemão Jürgen Förster argumentou que muitos historiadores tendem a desconsiderar o papel autoproclamado da Wehrmacht como uma das "duas colunas" da Alemanha nazista (a outra coluna sendo o NSDAP). O general Ludwig Beck recebeu com agrado a chegada do regime nazista em 1933, escrevendo "Há anos eu ansiava por uma revolução política, e agora meus desejos se concretizaram. É o primeiro raio de esperança desde 1918". (Beck foi posteriormente executado por se opor ao nazismo.) Além disso, muitos soldados já haviam passado pela Juventude Hitlerista e pelo Reichsarbeitsdienst, estando, portanto, sujeitos a uma intensa doutrinação nazista; como resultado, muitos oficiais recém-promovidos eram nazistas convictos. Em geral, a Luftwaffe (força aérea) foi fortemente influenciada pelo nazismo, assim como, em menor grau, a marinha e o exército. Caitlin Talmadge explica que a tradição marcial prussiana deu a Hitler uma vantagem na escolha de seu corpo de oficiais. Enquanto a maioria das ditaduras precisava fazer um equilíbrio entre competência e lealdade na seleção de oficiais (devido ao risco de um golpe), Hitler encontrou em abundância homens que possuíam ambos os atributos, reduzindo significativamente o risco de golpe ao construir um exército eficaz. Contudo, como sucessor de um exército imperial convencional do Império Alemão, a Wehrmacht tendia a lutar com mais eficácia do que a Waffen-SS, pois, na SS, a adesão ao nazismo era mais relevante para a progressão na carreira. Apesar disso, Hitler lamentava não ter purgado seu corpo de oficiais como Stalin fez.

## Segunda Guerra Mundial

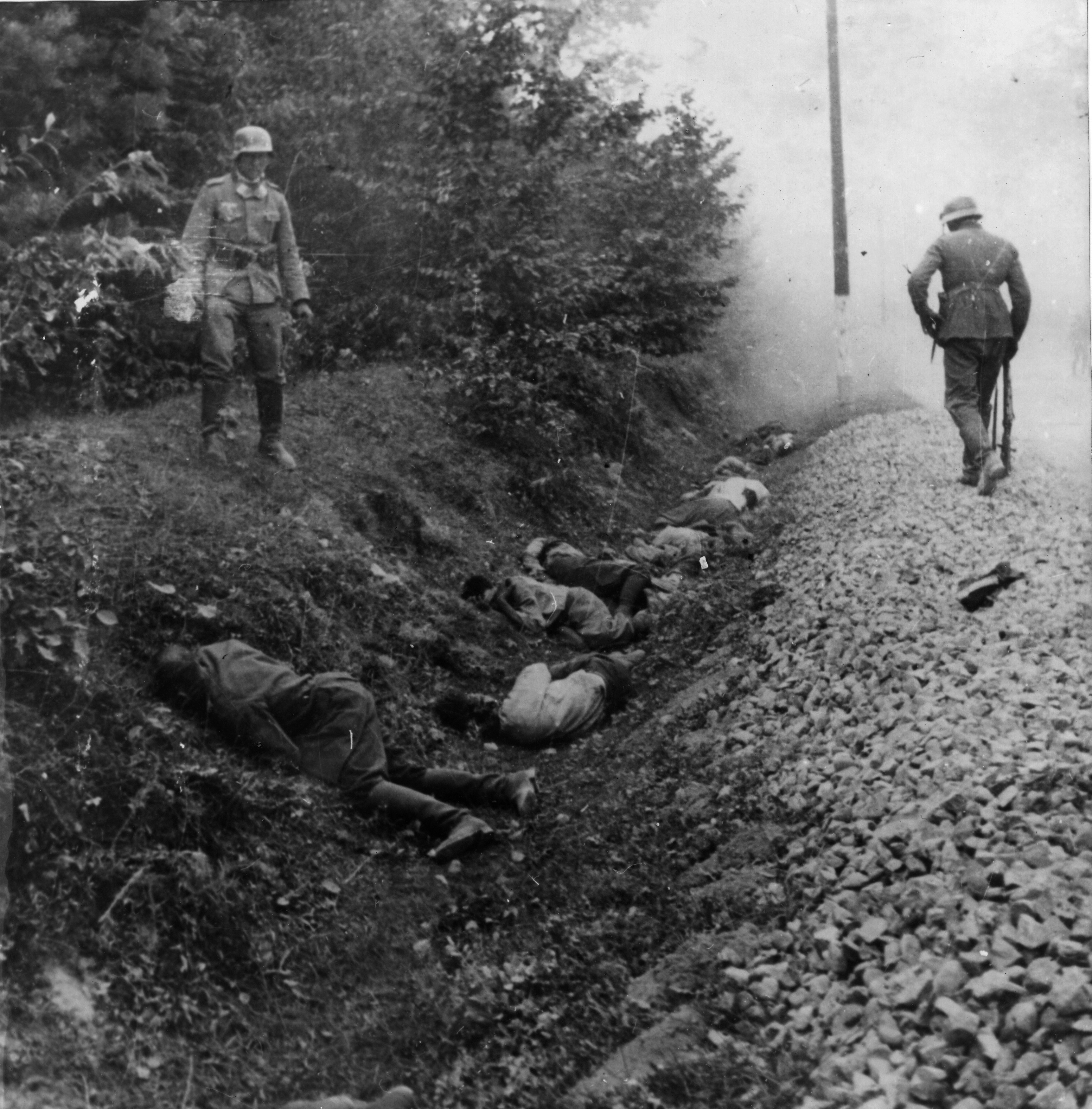
Cerca de 300 prisioneiros de guerra poloneses assassinados pelos soldados do 15º regimento de infantaria motorizada alemão durante o massacre de Ciepielów em 9 de setembro de 1939.

### Planejamento da guerra de extermínio no Leste
Em 22 de agosto de 1939, durante uma conferência entre Hitler e todos os principais líderes militares do Reich, Hitler afirmou de forma bastante explícita que a guerra vindoura contra a Polônia seria uma "guerra de extermínio", na qual declarou sua intenção de "...matar sem piedade nem misericórdia todos os homens, mulheres e crianças da raça ou língua polonesa". O historiador britânico Sir John Wheeler-Bennett escreveu que quaisquer dúvidas que a Wehrmacht pudesse ter sobre o tipo de regime pelo qual lutaria e o perfil das pessoas para quem lutaria deveriam ter sido dissipadas pelos comentários genocidas de Hitler durante a conferência de 22 de agosto de 1939, tornando inacreditáveis as alegações pós-guerra de que a Wehrmacht simplesmente não compreendia a natureza do regime pelo qual lutava. Atitudes anti-semitas  e anti–polonesas, como as expressas acima, coloriram todas as instruções dadas à Wehrmacht durante o verão de 1939, como parte dos preparativos para a invasão da Polônia.
A guerra contra a União Soviética foi apresentada desde o início como uma guerra de extermínio. Em 3 de março de 1941, Hitler convocou toda a liderança militar para ouvir um discurso secreto sobre a iminente Operação Barbarossa, no qual enfatizou que Barbarossa seria uma "guerra de extermínio", que os militares alemães desconsiderariam todas as leis da guerra, e que ele esperava – e desejava – ver a morte de milhões de pessoas. Com exceção do almirante Wilhelm Canaris, que protestou alegando que tal postura era moral e legalmente errada, nenhum dos oficiais presentes expressou objeções.
Como alguns oficiais, como o general Franz Halder, que anteriormente haviam discutido questões militares com Hitler, permaneceram em silêncio após ouvir esse discurso, John Wheeler-Bennett presume que eles não tinham objeções ao tipo de guerra que Hitler pretendia travar. Em 1989, o historiador britânico Richard J. Evans escreveu que, desde o início da guerra contra a União Soviética, em 22 de junho de 1941, a Wehrmacht travou uma guerra genocida de "extrema brutalidade e barbárie". Evans observou que os oficiais da Wehrmacht viam os russos como "subumanos"; desde a invasão da Polônia, em 1939, diziam aos seus soldados que a guerra havia sido causada por "vermes judeus"; e explicavam que a guerra contra a União Soviética visava eliminar os "subumanos bolcheviques judeus", as "hordas mongóis", a "inundação asiática" e a "fera vermelha", uma linguagem claramente destinada a justificar crimes de guerra ao reduzir o inimigo a algo inferior. Tais visões ajudaram a explicar por que 3 300 000 dos 5 700 000 prisioneiros soviéticos capturados pelos alemães morreram em cativeiro.

### Ordens criminosas
Em 19 de maio de 1941, o OKW emitiu as "Diretrizes para a Conduta das Tropas na Rússia", que iniciavam declarando que o "judeu-bolchevismo" era o inimigo mais mortal da nação alemã e que "é contra essa ideologia destrutiva e seus aderentes que a Alemanha está em guerra". As "Diretrizes" recomendavam "medidas impiedosas e enérgicas contra incitadores bolcheviques, guerrillas, sabotadores, judeus e a eliminação completa de toda resistência ativa e passiva". Refletindo essa influência, em uma diretiva enviada às tropas sob seu comando, o general Erich Hoepner, do Grupo Panzer 4, proclamou:
A guerra contra a Rússia é um capítulo importante na luta existencial da nação alemã. Trata-se da antiga batalha dos germânicos contra os eslavos, da defesa da cultura europeia contra a inundação moscovita–asiática e do repúdio ao bolchevismo judeu. O objetivo desta batalha deve ser a demolição da Rússia atual e, portanto, deve ser conduzida com severidade sem precedentes. Cada ação militar deve ser orientada, no planejamento e na execução, por uma resolução de ferro para exterminar o inimigo de forma implacável e total. Em particular, nenhum aderente do sistema bolchevique russo contemporâneo deve ser poupado. 
Muito típico da propaganda do Exército alemão, como parte dos preparativos para Barbarossa, foi o seguinte trecho de um panfleto emitido em junho de 1941:
Qualquer um que já tenha olhado para o rosto de um comissário vermelho sabe o que são os bolcheviques. Não há necessidade aqui de reflexões teóricas. Seria um insulto aos animais se alguém chamasse as características desses algozes de pessoas, em grande parte judeus, de bestas. Eles são a personificação do infernal, do ódio insano personificado de tudo o que é nobre na humanidade. Na forma desses comissários, testemunhamos a revolta do subumano contra o sangue nobre. As massas que eles estão levando para a morte com todos os meios de terror gelado e incitação lunática teriam causado o fim de toda a vida significativa, se a incursão não tivesse sido evitada no último momento" [a última declaração é uma referência à "guerra preventiva" que Barbarossa foi alegadamente].

## Cooperação com as políticas genocidas
A vasta maioria dos oficiais da Wehrmacht cooperou integralmente com a SS no assassinato de judeus na União Soviética. Os historiadores americanos Williamson Murray e Alan Millet escreveram sobre as relações entre a Wehrmacht e a SS:
A slogan sobre a guerra de guerrilha associava o tratamento tanto dos russos quanto dos judeus às grandes atrocidades de 1941: "Onde há partisanos, há judeus, e onde há judeus, há partisanos". Em toda a Rússia europeia, os invasores alemães assumiram o controle da situação, conforme Hitler planejou. As Einsatzgruppen foram responsáveis pela maior parte dos assassinatos, mas receberam total cooperação do Exército. Em Babi Yar o massacre nos arredores de Kiev, o SS-Sonderkommando 4a assassinou 33 771 judeus e outros cidadãos soviéticos em uma orgia de violência de dois dias, em retaliação pela destruição de Kiev pelos soviéticos. O comandante local do exército, o major-general Kurt Eberhard, cooperou entusiasticamente, chegando a fornecer à SS uma companhia de propaganda militar para convencer os judeus de Kiev de que eles seriam realocados. Em inúmeras ocasiões, comandantes de tropa ordenaram que seus homens participassem de "ações especiais" contra judeus e comunistas. A repetição de tais ordens sugere o nível de cooperação entre a SS e o Exército que ocorreu durante o avanço alemão. Por onde os alemães avançavam, a onda de assassinatos, violência e destruição seguia, sobretudo contra os judeus, mas também contra a população soviética em geral. 

### Nazistas nas forças armadas
O historiador britânico Richard J. Evans escreveu que os oficiais subalternos do exército tendiam a ser especialmente entusiastas do nazismo, com um terço deles tendo aderido ao Nazi Party até 1941. Para reforçar essa postura, foram criados os Oficiais de Orientação da Liderança Nacional Socialista, com o propósito de doutrinar as tropas para a "guerra de extermínio" contra a Rússia soviética. Entre os oficiais de alta patente, 29,2% eram membros do NSDAP em 1941. A Wehrmacht obedeceu às ordens criminosas de Hitler para Barbarossa não por simples obediência, mas porque, assim como Hitler, acreditava que a União Soviética era administrada por judeus e que a Alemanha deveria destruir completamente o "judaico-bolchevismo". O historiador alemão Jürgen Förster escreveu que a maioria dos oficiais da Wehrmacht acreditava genuinamente que a maioria dos comissários da comissários do Exército Vermelho eram judeus, os quais mantinham o funcionamento do Exército Vermelho, e que a melhor forma de assegurar a vitória contra a União Soviética era exterminar os comissários por meio da aplicação da Ordem dos Comissários, de modo a privar os soldados russos de seus líderes judeus.
Sönke Neitzel e Harald Welzer sustentam que a Wehrmacht "foi participante – senão executora – de um assassinato em massa sem precedentes." Por meio de transcrições de registros secretos de conversas entre prisioneiros de guerra, concluíram que a maioria dos soldados não se interessava por ideologia e política. Na realidade, ser nazista, apoiar o antissemitismo e ter disposição para matar e cometer violência desnecessária geralmente não se relacionavam: muitos odiavam os judeus, mas ficavam chocados com execuções em massa por pelotões de fuzilamento, enquanto alguns "antinazistas" apoiavam as políticas antijudaicas. 
A partir de 1943, o ingresso de oficiais e recrutas majoritariamente educados sob o regime nazista intensificou a influência do nazismo no exército. A influência política no comando militar começou a aumentar quando as decisões estratégicas falhas de Hitler passaram a resultar em sérias derrotas para o exército alemão, elevando as tensões entre os militares e o governo. Quando Hitler nomeou pessoas não qualificadas, como Hermann Göring, para liderar a Força Aérea, o fracasso foi inevitável. Um sinal da estreita ligação entre Hitler e suas forças armadas foi sua escolha do fervoroso Almirante nazista Karl Dönitz para ser seu sucessor, homem cuja "...dedicação às ideias nacional-socialistas e sua estreita identificação com a estratégia de Hitler nos últimos estágios da guerra fizeram dele uma escolha lógica, não surpreendente, por parte de Hitler".

### Impacto da ideologia na capacidade de fazer guerra
O historiador israelense Omer Bartov argumentou que, na Frente Oriental, foi a crença no nazismo que permitiu à Wehrmacht continuar lutando, apesar de enormes perdas. Bartov sustentou que a ideia de "lealdade ao grupo primário", na qual os homens lutam por lealdade aos seus camaradas com pouca reflexão sobre a causa, não pode explicar o que motivou a Wehrmacht na Frente Oriental. Segundo Bartov, as perdas tão intensas não permitiam a existência de "grupos primários" para os quais os homens pudessem demonstrar lealdade, e somente a crença no nazismo explicava a agressividade e a determinação da Wehrmacht, tanto no ataque quanto na defesa, apesar dos altos números de mortos e feridos. Essa tese foi endossada pelos historiadores americanos Alan Millet e Williamson Murray, que escreveram que, já em 1944, "apenas a coesão de grupo" não podia explicar por que os soldados alemães continuavam lutando:
A explicação parece ser que, em todos os níveis, os oficiais alemães inculcaram em suas tropas os valores e suposições da ideologia nazista e a ameaça mortal da ameaça racial-comunista. No início de 1944, a doutrinação ideológica estava desempenhando um papel importante na preparação para o combate nas frentes oriental e ocidental. Após a guerra, os generais alemães alegaram que nem eles nem suas tropas haviam levado a sério a instrução ideológica, mas as evidências sugerem o contrário. Não apenas cartas e diários de soldados de combate indicam que a ideologia era um fator considerável na eficácia do combate alemão, mas os comandantes de unidade do nível de divisão para baixo consistentemente escolhiam oficiais de combate altamente condecorados para servir como oficiais de "liderança" encarregados da doutrinação das tropas. Tais atribuições sublinham a seriedade com que o exército como um todo estava assumindo a motivação ideológica.
Stephen Fritz argumenta que a visão nazista de Volksgemeinschaft, uma sociedade sem classes que equilibraria a realização individual com a solidariedade grupal, era uma visão imensamente poderosa para muitos soldados alemães, a ponto de estes estarem dispostos a ignorar seu caráter racista e antissemita. Essa visão permitiu que Hitler mantivesse apoio popular entre os soldados até o fim da guerra e inspirasse intensa devoção e lealdade. Fritz defende que esse conceito era atraente para os militares mesmo antes de Hitler assumir o poder, pois viam nele uma forma de criar uma força de combate mais coesa e eficaz. Uma vez que os militares previam que qualquer guerra futura seria total, exigindo a mobilização completa da sociedade alemã, os líderes militares perseguiram a realização do Volksgemeinschaft como meio de alcançar a unidade nacional. Segundo Fritz, não se tratava apenas de retórica — o corpo de oficiais passou a ser o menos elitista na história alemã, abrindo cargos com base no talento e demonstrando uma simpatia geral pelo Volksgemeinschaft; Hitler falava com orgulho desse processo. Hitler e seus generais compartilhavam a visão de que o espírito da Frontgemeinschaft da Primeira Guerra Mundial se transformaria num estado permanente.
MacGregor Knox explica que, tradicionalmente, o corpo de oficiais alemão era dominado pela nobreza e pelas classes altas. Durante o governo de Hitler, essa preferência institucional foi quebrada, criando-se um "corpo de oficiais do povo". Knox observa que, em 1937, 14% dos tenentes eram nobres, percentual que caiu para 4% em 1943. Enquanto em 1941 90% dos candidatos a oficial possuíam o Abitur, um certificado de conclusão do ensino médio de elite, na segunda metade da guerra esse índice caiu para 44%, e 12% dos oficiais tinham apenas a educação primária, enquanto os candidatos de classes mais baixas passaram de 5% em 1937 para 20% em 1942. Ao remover as restrições sociais institucionais para o ingresso no corpo de oficiais, Hitler passou a promover a ascensão com base na habilidade de combate e no ânimo, encorajando os soldados a lutarem ainda mais para alcançar uma ascensão rápida na hierarquia. Dessa forma, a Wehrmacht tornou-se uma "comunidade de soldados", unida pela ambição compartilhada, fanatismo e criminalidade. A busca nazista pela "felicidade" imuniu tanto os militares quanto a sociedade alemã de um novo 1918 e, embora incapaz de adiar a derrota do regime, fez com que muitos soldados resistissem por muito mais tempo do que o esperado.
Em 1944, a conspiração de 20 de julho envolvendo uma minoria de oficiais recebeu ampla desaprovação da Wehrmacht, que se manteve firme em apoio ao regime nazista. O historiador americano Gerhard Weinberg escreveu sobre a tentativa de golpe de 20 de julho e os militares: "Enquanto ambos os lados enviavam seus comandos pelos teletipos na última 'eleição' da Alemanha unida até 1990, a maioria dos generais optou por apoiar o regime de Hitler e reforçar, em vez de prender, a polícia". A tentativa de golpe de 20 de julho foi esmagada por tropas comandadas pelo major Otto Ernst Remer, sem a intervenção da SS. Stephen Fritz explica que o golpe foi visto pelos soldados da linha de frente como a traição de uma clã aristocrático não representativo e que, naquele ponto da guerra, a Wehrmacht estava essencialmente "nazificada".

## Mecanismos de controle

### Terror
Por acreditar que a Alemanha não havia sido derrotada na Primeira Guerra Mundial, a lição que a Wehrmacht tirou foi a necessidade de um sistema de justiça militar draconiano, capaz de erradicar de forma impiedosa qualquer indício que pudesse levar a uma nova "punhalada nas costas". O fato de que a Revolução Alemã de 1918–1919 teve início com a motim da frota de alta mar jamais foi esquecido ou perdoado pelos militares. Em agosto de 1917, ocorreu um motim na Frota de Alta Mar, que, após ser sufocado, culminou na execução de seus líderes, Max Reichpietsch e Albin Köbis, com os demais motinadores recebendo longas penas de prisão. A "lição" tirada pela Marinha e pelo restante da Wehrmacht foi que, se o motim da Frota de Alta Mar de 1917 tivesse sido seguido de mais execuções — e não apenas de Reichpietsch e Köbis — o motim muito mais grave de novembro de 1918 poderia ter sido evitado. Por esse motivo, todas as violações do código militar que atrapalhassem o esforço de guerra eram tratadas pelos tribunais militares como traição, embora na grande maioria dos casos a motivação política não fosse considerada.
Durante a Segunda Guerra Mundial, os militares alemães executaram milhares de seus membros, frequentemente por infrações disciplinares muito triviais. Na Primeira Guerra Mundial, o exército alemão havia executado apenas 48 de seus soldados; na Segunda Guerra Mundial, entre 13 000 e 15 000 soldados foram executados por violações do código militar. Os historiadores alemães Manfred Messerschmidt e Fritz Wüllner, em um estudo de 1987 sobre a justiça na Wehrmacht, argumentaram que o número de 15 000 execuções era subestimado, pois registrava apenas as sentenças dos tribunais militares e que, nos últimos meses da guerra, a Wehrmacht abandonou até mesmo a aparência de realizar julgamentos, executando extrajudicialmente os chamados "derrotistas". Eles sustentaram que, se considerarmos as execuções extrajudiciais, o número real de execuções de pessoal da Wehrmacht entre 1939 e 1945 seria em torno de 30 000. O único país que executou mais seus próprios militares durante a Segunda Guerra Mundial foi a União Soviética. Em contraste, durante toda a Segunda Guerra Mundial, a Grã-Bretanha executou 40 de seus militares, a França 102 e os Estados Unidos 146, enquanto a Wehrmacht executou 519 de seus membros somente nos primeiros 13 meses de guerra. Além disso, os tribunais militares alemães condenaram a dezenas de milhares de soldados a servir em Strafbattalion (batalhões penais). As condições nesses batalhões eram tão brutais que servir neles equivalia a uma sentença de morte. Aqueles condenados aos batalhões penais os chamavam de "batalhões da morte", tendo em vista que as chances de sobrevivência eram quase nulas.
A única exceção à aplicação feroz da justiça militar era a tolerância generalizada aos crimes de guerra cometidos contra civis e prisioneiros de guerra, especialmente na Europa Oriental, desde que tais ações ocorressem de maneira "disciplinada" e "ordenada". Disparos "selvagens" e requisições "selvagens" contra civis eram sempre desaprovados, enquanto violência maciça contra civis, desde que ocorrida num contexto "disciplinado" e quase legal, era considerada aceitável. Isso se aplicava especialmente aos judeus nas áreas ocupadas da União Soviética, onde a política oficial era, em geral, não processar os soldados que assassinavam judeus soviéticos; mesmo nos casos em que havia processos, alegar que se matava por "vingança" pela Revolução de Novembro de 1918 era admitido como defesa (mesmo que, na verdade, a população judaica soviética não tivesse relação com a revolução). Os tribunais militares alemães costumavam aplicar sentenças brandas aos soldados que matavam judeus soviéticos, mesmo de forma "indisciplinada", e, frequentemente, Hitler intervinha para perdoar os acusados.
Em 17 de agosto de 1938, o código militar alemão foi reescrito para equiparar deserção à alta traição e criou-se o novo crime de Wehrkraftzersetzung (literalmente, "subversão do esforço de guerra"), um delito de definição vaga que trazia pena de morte para qualquer militar da Wehrmacht que tentasse influenciar outros a não cumprir ordens incondicionalmente e/ou enfraquecesse a determinação da nação alemã em lutar até a vitória total. Cerca de 20% das sentenças de morte impostas pelos tribunais da Wehrmacht eram por Wehrkraftzersetzung. O crime era definido de maneira tão vaga que podia abranger desde reclamações sobre a qualidade da alimentação até comentários desfavoráveis sobre um oficial. Os tribunais militares alemães eram compostos por três juízes, um advogado atuando como promotor e dois militares da Wehrmacht, geralmente um oficial de estado-maior e outro de mesmo posto que o acusado. Em teoria, o acusado tinha direito automático a um advogado de defesa em casos que envolviam pena de morte, e em processos não capitais o direito à defesa só era concedido se o tribunal decidisse assim, mas, na prática, o direito ao advogado raramente era garantido, mesmo em casos com pena capital.
A supressão dos direitos do acusado fazia parte do "procedimento operacional simplificado", que, como o nome indica, eliminava direitos do réu e transformava os tribunais militares em tribunais sumários, preocupados apenas com a severidade da punição, e não com a inocência ou culpa do acusado. Uma vez proferida a sentença, não havia direito a recurso judicial, e o caso era encaminhado ao comandante da frota, exército ou esquadrão aéreo ao qual o acusado pertencia, que podia confirmar a sentença ou ordenar um novo julgamento se julgasse a punição muito branda ou severa. Todos os comandantes recebiam pareceres de um painel de juízes, que, embora não fossem vinculativos, geralmente eram seguidos. Esse sistema servia para desviar responsabilidades; os comandantes que mantinham as sentenças de morte afirmavam estar apenas seguindo o conselho dos juízes, enquanto estes afirmavam que suas opiniões eram meramente consultivas, e a responsabilidade real recaía sobre o comandante.

Um grande debate atual sobre a justiça militar alemã é a reivindicação das famílias de militares da Wehrmacht executados por deserção, para que sejam reconhecidos como parte da resistência a Hitler, sob o argumento de que, ao se recusarem a lutar pelo regime nazista, também se opunham a ele. Messerschmidt e Wüllner escreveram que muitas deserções eram motivadas politicamente, em repúdio à política genocida do regime, e que "a quem esses juízes militares estavam servindo, ao enviarem soldados à morte? Em diversos julgamentos, essa questão fica clara: eles serviam ao Führer, à vitória final, à Alemanha nazista". A maioria dos veteranos alemães se opôs a essa interpretação. Somente em setembro de 2009 a Alemanha perdoou os desertores, sob o argumento de que desertar de uma guerra criminosa não constituía crime. Na época, apenas três desertores da Wehrmacht ainda estavam vivos, a maioria tendo sido executada ou enviada para batalhões penais durante a guerra, e os poucos que sobreviveram foram estigmatizados como traidores e covardes pela opinião pública alemã. Um dos desertores sobreviventes, um marinheiro que tentou desertar em 1942, chamado Ludwig Baumann, resumiu os argumentos contra pessoas como ele:
"Foi o seguinte: um ato de traição poderia ter colocado em risco a vida de outros soldados alemães, portanto não podemos absolver você. Mas o que digo é que, se mais soldados tivessem cometido traição, milhões de vidas poderiam ter sido salvas — nos campos de concentração e assim por diante. Não se pode colocar a vida de alguns soldados acima de todos aqueles milhões que morreram. E até que a Alemanha reconheça isso, ela não se desvinculará de seu passado nazista."

### Corrupção
Para garantir a lealdade absoluta dos oficiais da Wehrmacht, Hitler criou o que o historiador americano Gerhard Weinberg chamou de "...um vasto programa secreto de suborno envolvendo praticamente todos os altos escalões do comando". Hitler rotineiramente presenteava seus comandantes com "mimos" — propriedades gratuitas, automóveis, cheques de grandes quantias e isenções vitalícias de impostos. Típico entre os "presentes" do Führer foi o cheque de meio milhão de Reichsmark apresentado ao marechal de campo Günther von Kluge em outubro de 1942, acompanhado da promessa de que Kluge poderia cobrar do tesouro alemão os custos de melhorias em sua propriedade. O sucesso do sistema de subornos de Hitler foi tal que, a partir de 1942, muitos oficiais passaram a esperar receber presentes de Hitler e, em geral, perderam a disposição de desobedecê-lo. Quando Hitler demitiu o marechal de campo Fedor von Bock em dezembro de 1941, a primeira reação de Bock foi contatar o ajudante de Hitler, Rudolf Schmundt, para perguntar se sua demissão significava que ele não receberia mais o dinheiro.
O primeiro oficial a ser subornado para permanecer leal foi o veterano da Primeira Guerra Mundial, marechal de campo August von Mackensen, que criticara o regime nazista pela morte do general Kurt von Schleicher em um discurso perante a Associação do Estado-Maior Geral em fevereiro de 1935. Para silenciá-lo, Hitler concedeu a Mackensen uma propriedade gratuita de 1.250 hectares ainda naquele ano, em troca da promessa de nunca mais criticar publicamente ou em particular o regime nazista. O acordo funcionou em grande parte; Mackensen jamais criticou o regime em público, embora Hitler se tenha ofendido em fevereiro de 1940 quando Mackensen comentou com Walter von Brauchitsch que o exército havia desonrado a si mesmo cometendo massacres durante a recente campanha na Polônia. Hitler considerou tal comentário uma violação do acordo de 1935, embora Mackensen tenha mantido sua propriedade.

#### FundoKonto 5
A base do sistema de corrupção eram os pagamentos mensais regulares e isentos de impostos, de 4 000 Reichsmark para marechais de campo e grandes almirantes, e 2 000 RM para todos os outros oficiais de alta patente, provenientes de um fundo especial chamado Konto 5, administrado pelo chefe da Chancelaria do Reich, Hans Lammers. Além disso, os oficiais recebiam, como presente de aniversário, cheques normalmente no valor de 250.000 RM, isentos de imposto de renda. Esse dinheiro era adicional ao salário oficial, de 26 000 RM anuais para marechais de campo e grandes almirantes, e 24.000 RM anuais para generais de divisão e almirantes gerais. Os oficiais de alta patente gozavam de isenção vitalícia do imposto de renda (até 65% em 1939); ainda recebiam auxílios para alimentação, cuidados médicos, vestuário e moradia. Em contraste, os fuzileiros recebiam, por tarefa, o trabalho de desminagem, com um adicional de 1 RM por dia de periculosidade. O dinheiro do Konto 5 era depositado para toda a vida do oficial, não cessando mesmo após a aposentadoria.
O fundo Konto 5 iniciou com um orçamento de cerca de 150 000 RM em 1933 e, em 1945, havia crescido para cerca de 40 milhões de RM. Os pagamentos do Konto 5, oficialmente chamados de Aufwandsentschädigungen (compensação por despesas), passaram a ser efetuados para ministros do gabinete e altos funcionários civis a partir de abril de 1936. Como parte da reorganização da estrutura de comando militar após o Caso Blomberg-Fritsch no início de 1938, foi declarado que os chefes de serviço — o chefe do OKW, Wilhelm Keitel; o comandante do exército, Walter von Brauchitsch; o comandante da Luftwaffe, Hermann Göring; e o comandante da Kriegsmarine, Erich Raeder — teriam o mesmo status que os ministros do gabinete e, assim, passaram a receber, publicamente, o mesmo pagamento de um ministro e, privadamente, valores do Konto 5.

#### Natureza dos pagamentos
Todo oficial que começava a receber o dinheiro tinha uma reunião inicial com Lammers, que o informava de que os pagamentos futuros dependeriam da lealdade que estivessem dispostos a demonstrar a Hitler, e que o que o Führer concedia com uma mão podia ser retirado com a outra. Por exemplo, os pagamentos do Konto 5 para a conta bancária do general Friedrich Paulus foram interrompidos em agosto de 1943 não porque Paulus havia perdido a Batalha de Stalingrado, mas porque ele havia se pronunciado na rádio soviética, culpando Hitler pela derrota.
Da mesma forma, após o fracasso do golpe de 20 de julho de 1944, as famílias de Erwin Rommel, Franz Halder, Friedrich Fromm e Günther von Kluge foram punidas com o corte dos pagamentos mensais do Konto 5. No caso do marechal de campo Erwin von Witzleben, foi exigido que sua família devolvesse todo o dinheiro recebido do Konto 5, uma vez que esse montante era considerado uma recompensa pela lealdade ao Führer, a qual Witzleben evidentemente não possuía. A natureza ilícita desses pagamentos era enfatizada por Lammers, que advertia aos oficiais que recebessem dinheiro do Konto 5 para não falarem sobre isso e manterem o mínimo possível de registros escritos.

#### Consequências
O historiador americano Norman Goda escreveu que, depois que o general Heinz Guderian recebeu uma propriedade gratuita de 937 hectares na Polônia na primavera de 1943, as dúvidas que ele vinha expressando desde o final de 1941 sobre a liderança militar de Hitler cessaram repentinamente, tornando-o um dos mais fervorosos apoiadores militares de Hitler, ou, como Joseph Goebbels descreveu em seu diário, "um seguidor radiante e incondicional do Führer". Antes de receber a propriedade, Guderian, na função de inspetor geral dos tanques, era contrário aos planos para a Operação Zitadelle, que levaram à derrota da Wehrmacht na Batalha de Kursk; depois de receber a propriedade, seu posicionamento mudou. Em vez de criticar abertamente a Zitadelle, Guderian procurou Goebbels para saber se, de alguma forma, poderia convencer Hitler a reconsiderar o plano, comportamento descrito por Goda como muito atípico para Guderian. Durante o golpe de 20 de julho de 1944, Guderian ordenou que unidades de tanques marchassem para Berlim para reprimi-lo, e depois participou do Tribunal de Honra, que tinha a responsabilidade de expulsar os oficiais envolvidos, para que fossem posteriormente julgados pelo Tribunal Popular. Guderian exerceu esse papel com considerável zelo. Somente após janeiro de 1945, quando a propriedade de Guderian ficou atrás das linhas soviéticas, ele voltou a discordar de Hitler, levando à sua demissão como chefe do Estado-Maior em março de 1945.
Goda usou o marechal de campo Wilhelm Ritter von Leeb como um exemplo típico de um oficial da Wehrmacht cuja ganância suplantava qualquer repulsa moral que pudesse sentir em relação à "Solução Final". No final de junho – início de julho de 1941, Leeb, comandante do Grupo de Exércitos Norte, testemunhou os massacres de judeus realizados pelas Einsatzgruppen, auxiliares lituanos e homens do 16º Exército nos arredores de Kaunas. Leeb foi descrito como "moderadamente perturbado" e enviou relatórios levemente críticos sobre os massacres. Leeb aprovava o assassinato dos judeus do sexo masculino, alegando que tal medida era justificada por seus supostos crimes durante a ocupação soviética da Lituânia, mas afirmava que matar mulheres e crianças poderia ser um excesso. Em resposta, o ajudante de Hitler, o general Rudolf Schmundt, disse a Leeb que ele estava ultrapassando os limites e que, doravante, deveria cooperar integralmente com a SS nas "tarefas especiais". Schmundt perguntou se Leeb apreciava os pagamentos mensais do Konto 5 e lembrou-o de que seu aniversário se aproximava, para o qual o Führer planejava lhe conceder um cheque de 250 000 RM em recompensa por sua lealdade. Leeb nunca mais protestou contra os massacres e, em setembro de 1941, recebeu 250 000 RM. No mesmo mês, Franz Walter Stahlecker, comandante da Einsatzgruppe A, em um relatório a Berlim, elogiou o Grupo de Exército de Leeb por sua cooperação exemplar.
O tema da corrupção era motivo de constrangimento para seus beneficiários. No julgamento de Nuremberg, Walther von Brauchitsch cometeu perjúrio ao negar ter recebido subornos. Os extratos bancários de Brauchitsch demonstraram que ele recebia 4 000 RM mensais do Konto 5 de 1938 até o fim da guerra. No julgamento de 1948, o general Franz Halder também cometeu perjúrio ao negar ter recebido subornos, sendo forçado a permanecer em silêncio quando o promotor americano James M. McHaney apresentou extratos bancários que provavam o contrário. Weinberg comentou que "o sistema de suborno, compreensivelmente, não figura de maneira proeminente na vasta literatura de memórias dos beneficiários e atraiu pouca atenção acadêmica".

### Capelania
Na Wehrmacht, os capelães eram obrigados a servir na linha de frente, mesmo sob fogo inimigo. Essa regra foi introduzida pelo regime nazista, que expressava tendências anti-cristãs de forma quase velada, na esperança de que a maioria dos capelães fosse morta em combate. Os capelães protestantes portavam armas, eram obrigados a passar por treinamento militar, e deveriam lutar, se necessário; além disso, os clérigos protestantes que eram veteranos da Primeira Guerra Mundial recebiam preferência na seleção dos capelães. Já os capelães católicos, por contraste, não eram armados, não recebiam treinamento militar e não eram esperados para lutar. Todos os capelães, tanto católicos quanto protestantes, deveriam conhecer primeiros socorros devido ao seu papel de prestar assistência na linha de frente.
Muitos dos capelães protestantes da Wehrmacht eram membros do movimento "cristão alemão", que buscava "desjudaizar" o cristianismo; mesmo os capelães que não pertenciam a esse movimento eram, de alguma forma, influenciados por ele. Devido à ênfase em um cristianismo agressivamente "másculo", militarista e ultranacionalista, uma parcela desproporcional dos pastores alemães protestantes juntou-se à Wehrmacht para servir como capelães. A exigência de que os capelães luteranos servissem na linha de frente portando armas atraía esses pastores, a maioria deles veteranos da Primeira Guerra Mundial, que viam a oportunidade de praticar o que pregavam tornando-se, figurativamente, "padres de combate". Da mesma forma, a Wehrmacht favorecia a recrutamento de pastores alemães protestantes e proibia a entrada de pastores pertencentes à Igreja Confessante . Tanto Heinrich Lonicier, o bispo luterano de Breslau (atual Wrocław, Polônia), que era também um capelão do exército e um influente membro dos German Christians e do NSDAP, quanto Friedrich Ronneberger, o capelão chefe da marinha, ambicionavam tornar-se bispo do Reich da igreja luterana, vendo nas forças armadas uma base para alcançar tais ambições. Lonicier, em particular, gozava do apoio aberto de seus amigos próximos Joseph Goebbels e Walter von Brauchitsch em suas tentativas de depor o bispo do Reich, Ludwig Müller. Contudo, os esforços de Lonicier criaram uma oposição poderosa por parte da SS e de outros elementos do NSDAP, que argumentavam que o incompetente Müller seria um bispo do Reich muito mais dócil do que o enérgico Lonicier e que, de qualquer forma, os planos de Lonicier para uma igreja luterana nazificada, amparada militarmente e com papel central na vida pública alemã, conflituavam diretamente com seus planos de, em última instância, abolir o cristianismo em favor de um paganismo ressurgente.
Como parte dos esforços para promover o "cristianismo ariano" na Wehrmacht, o Antigo Testamento foi praticamente banido, de modo que apenas o Novo Testamento estava disponível aos membros da Wehrmacht. De forma semelhante, os capelães protestantes dos German Christians pregavam um "cristianismo másculo" aos membros da Wehrmacht, exaltando sem reservas a guerra como a única atividade digna de "homens de verdade". Além de apoiarem abertamente a guerra, os capelães protestantes nazistas também defendiam o regime nazista, o antissemitismo e a superioridade da "raça ariana" sobre todas as outras. Diante do temor de morte e desfiguração nos campos de batalha, juntamente com a perda de amigos e camaradas, muitos membros da Wehrmacht buscavam consolo na religião, e assim os capelães exerciam considerável influência espiritual entre as fileiras do exército. Ademais, a maioria dos alemães daquela geração frequentava regularmente a igreja, fazendo com que os capelães tivessem um papel social mais relevante na Wehrmacht do que os capelães possuem atualmente, em uma era mais secular. Apesar de apoiarem o regime nazista, as tendências anticristãs do regime limitaram ao máximo tanto o número quanto os poderes dos capelães, incluindo os German Christians, ao longo da guerra.
Não existia equivalente ao movimento German Christian na Igreja Católica, embora Franz-Justus Rarkowski, o bispo católico que era o principal capelão católico da Wehrmacht, fosse um forte apoiador do regime. Em sua mensagem de Natal de 1940, dirigida aos católicos que serviam na Wehrmacht, o bispo Rarkowski culpava os judeus não somente pela guerra, mas por todos os problemas na história alemã. Talvez mais típico fosse o caso de um capelão católico chamado Ernst Tewes, servindo na Frente Oriental, que, embora não fosse simpatizante do regime, liderou protestos contra o massacre em Belaya Tserkov em agosto de 1941; em 1967–68, testemunhou contra onze membros do Sonderkommando 4a pelo massacre de milhares de judeus no sul da URSS, e, ainda assim, em 1942 escreveu em seu diário que "as fúrias da guerra haviam sido desencadeadas" em relação aos massacres "anti-partidários".
Uma grande parte do motivo pelo qual a maioria dos capelães, tanto protestantes quanto católicos, apoiava o regime deve-se às rigorosas verificações de antecedentes realizadas pelas próprias igrejas (que não desejavam que "encrenqueiros" se tornassem capelães, para evitar atritos com o regime), pela Gestapo e pela própria Wehrmacht. Conscientes da importância dos capelães na vida social da Wehrmacht, qualquer padre que tivesse feito ou dito algo "pró-judeu" era automaticamente desqualificado para servir como capelão. Doris Bergen, historiadora americana, afirmou que um grande número de pastores luteranos e católicos provavelmente era antissemitas ou, ao menos, não havia realizado nada "pró-judeu", o que explica a abundância de capelães na Wehrmacht, apesar dos rigorosos padrões exigidos a partir de 1935 para o novo exército, mantidos até o fim de 1945. Apenas "um punhado" de candidatos a capelães foi excluído pela Gestapo por ações "pró-judeu". Ademais, a intensa atividade dos pastores German Christian, juntamente com o tom anti-cristão do regime, levou os capelães que não eram German Christian a incorporar aspectos de sua teologia para contrabalançar essa influência.
Apesar do rigor do processo de seleção, houve ocasiões em que capelães protestaram. Em agosto de 1941, quando o comandante do 6º Exército, o general Walter von Reichenau, ordenou que seus homens auxiliassem as Einsatzgruppen e seus auxiliares ucranianos no assassinato de crianças judias em um orfanato em Belaya Tserkov, cujos pais haviam sido mortos nos dias anteriores, os capelães protestantes e católicos — especificamente o pastor Wilczek e o padre Ernst Tewes designado para a 295ª Divisão de Infantaria — envidaram esforços para, primeiro, salvar as crianças e, quando isto não foi possível, protestar contra o massacre. Em 1968, o padre Tewes foi uma testemunha-chave na acusação dos líderes da SS responsáveis pelo massacre em Belaya Tserkov, afirmando que "todos aqueles que queríamos salvar foram mortos. Por nossa iniciativa, o massacre ocorreu apenas alguns dias mais tarde do que o planejado". Um caso ainda mais dramático ocorreu em uma base militar nos arredores de Stettin (atual Szczecin, Polônia), onde dois capelães católicos locais, indignados com atrocidades presenciadas na Polônia em 1939, formaram um grupo de oposição, o "Círculo de Quarta-feira", destinado aos soldados católicos, informando detalhadamente sobre a "Solução Final" e prevendo que Deus puniria a Alemanha com a mais terrível derrota pela realização do Holocausto. Traídos quando um dos soldados recrutados para o "Círculo de Quarta-feira" os denunciou, os padres  de e Friedrich Lorenz foram condenados por tribunal militar por alta traição e executados em novembro de 1944.
Bergen escreveu que tais casos eram exceções, não a regra, e que a maioria dos capelães apoiava lealmente o regime. Apenas dez em cada mil capelães foram conhecidos por protestar contra o genocídio. Bergen concluiu que, ao racionalizarem a Shoah como algo auto-infligido pelos judeus, e ao se esforçarem para manter a moral dos soldados, a maioria dos capelães contribuiu, ainda que indiretamente, para a manutenção do ânimo combativo da Wehrmacht, prolongando assim a guerra e, consequentemente, a "Solução Final".

## Leituras adicionais
- Sait, Bryce (2019). The Indoctrination of the Wehrmacht: Nazi Ideology and the War Crimes of the German Military (em inglês). [S.l.]: Berghahn Books. ISBN 978-1-78920-150-5